# Busachi
Busachi är en ort och kommun i provinsen Oristano i regionen Sardinien i Italien. Kommunen hade 1 274 invånare (2017).